# Секст Кокцей Аниций Фауст
Секст Кокцей Аниций Фауст (на латински: Sextus Cocceius Anicius Faustus) е политик на Римската империя през 3 век. Той е проконсул на римската провинция Африка от 260 до 268 г.
Произлиза от фамилията Аниции и е син на Квинт Аниций Фауст Павлин (легат на провинция Долна Мизия 229 – 230 или 230 – 232 г.). Майка му е дъщеря на Секст Кокцей Вибиан (сенатор през 204 г.) от фамилията Кокцеи, от която е и римския император Нерва (96 – 98).
По бащина линия той е внук на Квинт Аниций Фауст, (суфектконсул 198 г., управител на провинция Горна Мизия 205 г.) и жена му Сергия Павла, дъщеря на Луций Сергий Павел, (суфектконсул 151 г., консул 168 г.), който е потомък на християнина Сергий Павел (проконсул на Кипър), който е споменат от Апостол Павел в Посланието към римляните от 56 – 58 г.
Неговият брат Квинт Аниций Фауст (* ок. 210 г.) се жени преди 240 г. за Азиния Юлиана Никомаха, дъщеря на Гай Азиний Никомах Юлиан (проконсул на Азия ок. 250 г.) и Цезония и има син Марк Юний Цезоний Никомах Аниций Фауст Павлин II (консул 298 г.), който е баща на Секст Аниций Фауст Павлин II (консул 325 г.) и на Амний Аниций Юлиан (консул 322 г.).